# PC Press
PC Press je časopis o računarstvu. Nastao je kao prvi privatni računarski časopis u Jugoslaviji, početkom aprila 1995. godine, kada se u prodaji pojavio pilot broj. Časopis izlazi mesečno, uz letnji dvobroj jul-avgust. U prodaji se pojavljuje prvog u mesecu.
Osnovni blokovi časopisa bave se aktuelnostima, tržištem, hardverom, softverom, komunikacijama, programiranjem i praktičnim iskustvima u korišćenju računara i programa. Kroz tekstove sa naglašenom autorskom crtom, časopis pretenduje da čitaocima, osim vrednih informacija, pruži i štivo zanimljivo za čitanje.
U časopisu veliki broj tekstova pišu i stalni saradnici, koji imaju iskustva u oblasti računarstva. Osim toga, PC Press je stalno otvoren za prijem novih saradnika.
PC Press se štampa u punom koloru. Časopis trenutno sadrži 72 strane. Dostupan je na kioscima, kao i u digitalnom obliku.

## Rubrike u časopisu
- Aktuelnosti (obuhvata vesti,događaje,izveštaje sa sajmova,intervjue...)
- Hardver (prikaz računara i opis njegove prateće opreme)
- Softver (prikaz komercijalno raspoloživih programa za računare)
- Komunikacije (Internet, najčešće opis web pregledača)
- Programiranje (na Windows i Linux operativnim sistemima)

## Spoljašnje veze
- Zvanični sajt časopisa
- PC Press na veb - sajtu Instagram
- PC Press na veb - sajtu Tviter